# Touwia negrosensis
Touwia negrosensis là một loài Rêu trong họ Neckeraceae. Loài này được (E.B. Bartram) S. Olsson, Enroth & D. Quandt miêu tả khoa học đầu tiên.